# Ignacio Orbaiceta
Ignacio Orbaiceta (Egüés, 4 de abril de 1923-Pamplona, 20 de abril de 2011)  fue un empresario y ciclista español, profesional entre los años 1939 y 1949, durante los que consiguió 34 victorias, principalmente en pruebas regionales de un día y etapas en vueltas.

## Biografía
Ignacio Orbaiceta nació en Egües el 9 de abril de 1923. Cuarto de siete hermanos y con la temprana muerte de su padre, se mudó a Huarte con ocho años. De niño lo que más le gustaba era ir en bicicleta. A los diez años le compraron una bicicleta de carreras y empezó a andar mucho más a menudo.
Fue profesional desde 1941 hasta 1949. Después se casó y tuvo cuatro hijos, y fundo la fábrica de estufas y frigoríficos SUPER SER, que tuvo un equipo ciclista. 
Falleció en Pamplona el 20 de abril de 2011.

## Carrera profesional

### Comienzos
El año 1941, Ignacio pasó a profesionales independientemente. Sus disciplinas favoritas eran carretera (esprínter) y ciclocrós. No brilló mucho ese año, pese a que ganó una etapa de la Vuelta a Mallorca y el Campeonato Navarro. Pero todo estaba por llegar. Durante su carrera consiguió 34 victorias en total. Entre las más importantes se encuentran el G.P. Pascuas ( 3 veces ), 3 etapas de la Volta a Cataluña, Trofeo al sprint ( 2 veces), una etapa de la Vuelta a España, un bronce y una plata en el Campeonato de España de Ciclocrós, bronce en el Campeonato de España de regiones contrarreloj y el Circuito Ribera Jalón entre otras. Además, el año 1945 ganó el Circuito de Carlos III al sprint ante otras dos jóvenes promesas del ciclismo español, Miguel Poblet y Dalmacio Langarica (cuarto y quinto respectivamente)

### La Mejor Temporada, 1946
Ignacio Orbaiceta protagoniza su mejor temporada en 1946. Con tan solo 23 años es un corredor maduro en todos los aspectos. Cuenta con una experiencia impropia de su edad y su físico está definitivamente formado. Su popularidad, que no tiene límites en Navarra, va más allá de esta provincia. Es un corredor codiciado como lo demuestra el hecho de que firme el contrato con el Sans-Pirelli de Miguel Torelló, uno de los dos mejores equipos del momento, junto con su antiguo equipo, el Galindo. A Orbaiceta le sienta bien el periodo de inactividad durante 1945 por una lesión. Llega dispuesto a plantar cara en cualquier escenario. Sus piernas han gozado de un periodo de merecido descanso. Su primera cita importante la tiene en Reus, donde se impone, pese a irse por los suelos, en una prueba a la americana con el entonces prometedor Miguel Poblet. El 9 de marzo, acusa su caída en Reus y en el Trofeo Masferrer, que gana su compañero Gual, logra el sexto lugar.
En la pista de Reus, obtiene triunfos de categoría. El 8 de abril, con la compañía de Gual, el pamplonés bate a los mejores representantes del ciclismo español.

### Victoria en el Trofeo al Sprint
Los mejores corredores de España se dan cita el 22 de abril en Navarra para una jornada completa de ciclismo. Por la mañana se disputa el Circuito de Pamplona. Vence Dalmacio Langarica, que después ganaría la Vuelta a España. Félix Vidaurrata llega a la meta a 2.41 del vencedor, mientras que Orbaiceta se retira para reservar sus energías para el Trofeoal Sprint, que se celebra esa misma tarde.
El planteamiento de Orbaiceta es acertado. Arropado por su particular público, vence con una notable ventaja sobre Miguel Gual, Miguel Poblet y Langarica. Félix Vudaurreta es décimo.

### Orbaiceta y Vidaurreta a la Vuelta
El 7 de mayo se da en Madrid el banderazo de salida a la séptima edición de La Vuelta a España. En el pelotón, integrado por 48 unidades, se encuentran los dos corredores navarros del momento, Ignacio Orbaiceta con el dorsal 30, participa con el respaldo de su potente equipo el Pirelli en la que es su primera y única participación en una gran vuelta por etapas. Félix Vidaurreta, con el dorsal 44, corre por su cuenta, algo realmente meritorio. El rendimiento de ambos es bueno en la inicios. Félix se muestra muy combativo en la primera etapa (Madrid-Salamanca, 212 km), en la que los dos consiguen llegar a la meta con el mismo tiempo que Olmos, el vencedor de la etapa.
En la segunda etapa, una contra reloj por equipos (Salamanca-Béjar, 73 km), las posibilidades de éxito de ORBAICETA son grandes, dado que está integrado en una potente escuadra. El Pirelli es tercero, el mismo puesto al que asciende el pamplonés en la general. Félix por su parte, solo puede ser el 30.
El 10 de mayo es un día que permanece imborrable en la memoria de ORBAICETA. Se convierte en el segundo navarro, tras Mariano Cañardo, en ganar una etapa de la Vuelta a España(Cáceres-Badajoz) al valerse de su punta de velocidad. "El triunfo del fino y rápido corredor navarro ha llenado de júblo a los Pirelli. Quedó encerrado Delio Rodríguez o tal vez sorprendido con un sprint desde muy lejos, pero ha ganado con bella soberbia" se lee en un periódico aquel día.
ORBAICETA no aguanta mucho más en carrera. En la séptima etapa, se retira. La jornada es realmente complicada, según se recoge en los periódicos. "A los 10 km de la salida, ya en plena montaña, el tiempo empeora y entramos en unas nubes con una niebla tan intensa que no podemos ver ni a los corredores a los pocos metros de distancia. Sigue cayendo agua. La subida se hace interminable. ORBAICETA se queja de que le duelen mucho las rodillas. No habrá de terminar la etapa". El propio ORBAICETA explica por qué no rendía en las carreras de varias semanas. "La Vuelta era la mayor ilusión para todos los corredores pero yo no recuperaba bien de un día para otro. Quizá mi exigencia era demasiada cuando era joven y esto me pasó factura más tarde".
La Vuelta transita el 21 de mayo por Navarra, ya sin ORBAICETA ni Félix en la carretera, en una maratoniana jornada que enlaza Zaragoza con San Sebastián. El paso por nuestras carreteras se produce casi con dos horas de retraso, pero el entusiasta público navarro aguanta la espera y vitorea a sus ídolos. Delio Rodríguez es el vencedor en la capital donostiarra, mientras que Dalmacio Langarica termina consiguiendo la victoria absoluta.

### Triple triunfo de Orbaiceta en Bilbao
Recuperado de las dolencias que le impiden terminar La Vuelta, ORBAICETA reaparece el 19 de junio en la gran vía de Bilbao. Su actuación es sobresaliente. Gana con insultante autoridad las tres carreras, pese a que se enfrenta a adversarios tan cualificados como Poblet, Langarica, Gándara, Vidaurreta y Aguirrezábal. En la prueba de puntuación es primero en seis de los ocho esprines que se disputan. En persecución por tríos forma pareja con Vidaurreta y Lizarazu. Pese a que la aportación de este último es casi nula, vence gracias a su enorme esfuerzo. ORBAICETA es calificado de héroe por la multitud que sigue la carrera tras completar su colosal triunfo en la prueba de eliminación, en la que termina por liquidar a Langarica en un sprint en el que le saca "varias máquinas de ventaja".
Ofrece una nueva demostración cinco días después, en Éibar. Bate al sprint a Carretero, Poblet y Félix Vidaurreta, antes de sumar otro éxito en la prueba de Loinaz, y desarrollar, según sus propias palabras, la mejor actuación de su vida en las 24 horas de Reus.
Félix e Ignacio coinciden de nuevo en la Vuelta a Guipúzcoa. El de Igúzquiza gana la primera etapa al sprint, algo sorprendente dadas sus características, pero lógico ya que llega a la meta con el escalador Fermín Trueba. En la segunda etapa, se impone Orbaiceta, también al sprint , que sin embargo queda relegado a la segunda posición en la tercera etapa, tras Poblet. Félix, con la inestimable colaboración de ORBAICETA, se ajudica el triunfo absoluto. Más tarde declara: "ORBAICETA, que tiró de mí para alcanzar a Trueba, me ayudó mucho a conseguir aquel triunfo, que es el que guardo con más cariño. ORBAICETA además de buen ciclista, es todo un caballero".

### Orbaiceta, al mundial
Después de ganar otra prueba en pista, esta vez en Tortosa, es seleccionado por la UVE para el Campeonato del Mundo de Fondo en carretera, que se celebra este año en Zúrich. Recibe la designación con la lógica alegría 

## Carrera empresarial
Después de retirarse, se casó con Raquel y tuvo cuatro hijos. Fundó el año 1965 la fábrica de estufas y frigoríficos SUPER SER y su equipo ciclista. La fábrica se localizaba en la avenida Zaragoza. Por otra parte, el equipo ciclista tuvo dos años brillantes (1975 y 1976). Durante estos años el ciclista salmantino Agustín Tamames logró la victoria absoluta de la Vuelta a España 1975 y el Campeonato de España de Ciclismo en Ruta 1976. Además el equipo ciclista contaba con la presencia de otros grandes ciclistas como Luis Ocaña, que no obtuvo ningún triunfo importante ese año.
La empresa la compró el Gobierno de Navarra el año 1983. 
Su hermano Javier se dedicó al mundo ciclista abriendo una fábrica de bicicletas el año 1990, llamada CONOR SPORTS S.A. Esta por su parte sigue en activo vendiendo bicicletas.

## Fallecimiento
Ignacio falleció en la Clínica Universidad de Navarra, en Pamplona el 20 de abril de 2011.

## Palmarés
1941
- Etapa Volta a Mallorca
- 2.º en el Circuito de Guecho
- Campeonato Navarro absoluto

1942
- G.P. Pascuas

1943
- 3.º en el Campeonato de España de Ciclocrós

1944
- 3.º en el Campeonato de España de Regiones Contrarreloj (con Vascongadas)
- G.P. Pascuas
- Etapa Vuelta a Levante
- Circuito Ribera de Jalón
- Victoria de etapa en la Volta a Cataluña
- Tres etapas G.P. Victoria de Manresa(4,6 y 8)
- Campeón de España de Fondo tras moto

1945
- 2.º en el Campeonato de España de Ciclocrós
- G.P. Pascuas
- Circuito de Carlos III

1946
- Etapa Vuelta a España (Cáceres-Badajoz)
- 2 etapas de la Volta a Cataluña
- Trofeo al Sprint
- G.P. Beasaín
- Etapa Vuelta a Guipúzcoa
- Tres carreras + Persecución por Equipos Gran Vía de Bilbao

1948
- Campeonato Navarro absoluto

1949
- Trofeo al Sprint

Resultados en Grandes Vueltas y Campeonato del Mundo 
Durante su carrera deportiva ha conseguido los siguientes puestos en las Grandes Vueltas y en los Campeonatos del Mundo en carretera:
| Carrera         | 1939 | 1940 | 1941 | 1942 | 1943 | 1944 | 1945 | 1946 | 1947 | 1948 | 1949 |
| --------------- | ---- | ---- | ---- | ---- | ---- | ---- | ---- | ---- | ---- | ---- | ---- |
| Giro de Italia  | -    | -    | X    | X    | X    | X    | X    | -    | -    | -    | -    |
| Tour de Francia | -    | X    | X    | X    | X    | X    | X    | X    | -    | -    | -    |
| Vuelta a España | X    | X    | -    | -    | X    | X    | -    | Ab.  | -    | -    | X    |
| Mundial en Ruta | X    | X    | X    | X    | X    | X    | X    | Ab.  | -    | -    | -    |

- = No participó
Ab.= Abandonó
X= Ediciones no celebradas

## Equipos profesionales
- Independiente (1941)
- Galindo (1942)
- Galindo (1943)
- Independiente (1944-1945)
- U.D. Sans Pirelli-Minarco (1946)
- U.D. Sans Pirelli-AlasColor (1947)
- U.D. Sans Peugeot-Dunlop-AlasColor(1948)
- U.D. Sans (1949)